# Софтуерна индустрия
Софтуерната индустрия включва бизнеси по софтуерно разработване, поддръжка и публикуване, използващи различни бизнес модели. Индустрията също включва софтуерни услуги, като обучение, документация и консултиране.

## История
Началото на софтуената индустрия е поставено през 60-те години на XX век. В края на 60-те години няколко независими компании за професионални услуги представят софтуерен пакет, чиято цена е предназначена за използване на мейнфреймовете на американския производител IBM. С представянето на компютърната система АйБиЕм 360 през 1964 г. представата за компютър се променя драстично. Представената система осигурява по-ефективно управление на ресурсите на компютъра – съхранение, памет, комуникации, интерфейси, изчисление и логически единици. АйБиЕм 360 е компютърна система, която навлиза в различни сфери на бизнеса и се използва за изчисления и съхранение на статистически данни.

## Големина на индустрията
Фирмата за пазарни проучвания Gartner оценява глобалния пазар на разходи за ИТ през 2024 г. на 3,73 трилиона долара. Ако се включат телекомуникационните услуги, това ще нарасне до 5,26 трилиона долара. Основните компании включват Microsoft, HP, Oracle, Dell и IBM.